# Poecilium quadrimaculatus
Poecilium quadrimaculatus là một loài bọ cánh cứng trong họ Cerambycidae.